# Canje River
Canje River är ett vattendrag i Guyana. Det ligger i regionen East Berbice-Corentyne, i den nordöstra delen av landet. Kring floden som mynnar i Berbice finns odlingsmark.